# Urophora algerica
Urophora algerica är en tvåvingeart som först beskrevs av Erich Martin Hering 1941.  Urophora algerica ingår i släktet Urophora och familjen borrflugor. Inga underarter finns listade i Catalogue of Life.